# جزيرة كارانغ باريجاكاه
جزيرة كارانغ باريجاكاه وهي جزيرة من جزر إندونيسيا، وتقع في المحيط الهندي على الجانب الغربي في جاوة في إقليم بنتن.